# Hoài Đức, Hà Nội
Hoài Đức là một xã ngoại thành nằm ở phía Tây thành phố Hà Nội, Việt Nam.
Ngày 16 tháng 6 năm 2025, Ủy ban Thường vụ Quốc hội ban hành Nghị quyết số 1656/NQ-UBTVQH15, trong đó về việc sắp xếp toàn bộ diện tích tự nhiên, quy mô dân số của thị trấn Trạm Trôi, các xã Di Trạch, Đức Giang, Đức Thượng, Kim Chung (huyện Hoài Đức cũ), một phần của xã Tân Lập (huyện Đan Phượng cũ) một phần của phường Tây Tựu (quận Bắc Từ Liêm cũ) thành xã mới có tên gọi là xã Hoài Đức.

## Vị trí địa lý và hành chính
- Phía Bắc giáp xã Ô Diên.
- Phía Tây giáp xã Dương Hòa và xã Đan Phượng.
- Phía Nam giáp xã Sơn Đồng.
- Phía Đông giáp phường Tây Tựu.

Xã Hoài Đức chia thành 17 thôn: Cao Xá Hạ, Cao Xá Thượng, Cao Xá Trung, Chiền, Cựu Quán, Đại Tự, Di Trạch, Giang Xá, Lai Xá, Lũng Kênh, Lưu Xá, Nhuệ, Nội, Phú Đa, Thượng Thụy, Yên Bệ, Yên Vĩnh.

## Tín ngưỡng, tôn giáo và văn hoá
Trên địa bàn xã các thôn Đại Tự, Di Trạch, Giang Xá, Lai Xá, Lũng Kênh, Thượng Thụy, Yên Bệ có một phần người dân theo đạo Thiên chúa.
Đình và chùa trên địa bàn xã đã được nhà nước xếp hạng công nhận là di tích lịch sử văn hoá.

## Danh nhân
- Nguyễn Văn Huyên (1905 – 1975): Giáo sư, tiến sĩ, nhà sử học, nhà giáo dục, nhà nghiên cứu văn hóa, Nguyên Bộ trưởng Bộ Giáo dục (1946 – 1975). Quê ở thôn Lai Xá.

## Trụ sở cơ quan xã
Đảng ủy - HĐND - UBND - MTTQ - Trung tâm Văn hóa, Thông tin và Thể thao xã: Số 125, đường 422, thôn Giang Xá
Công an xã: Đường 422, thôn Giang Xá